# 버나드 E. 멜랜드
버나드 유진 멜랜드(영어: Bernard Eugene Meland, 1899년 6월 28일~1993년)는 미국의 문화신학자이자 종교학자이다. 경험적 신학과 과정신학 분야를 발전시킨 인물이다. 신학은 예술과 철학의 중간에 있는 학문이라고 말하였다.

## 생애
버나드 E. 멜랜드는 1899년 6월 28일 일리노이주 시카고에서 태어났다. 1923년 미주리주 파크 칼리지에서 학사 학위를 받았고, 이후 일리노이 대학교 섐페인 캠퍼스(1923-1924)와 시카고 맥코믹 신학교(1924-1925)에서 공부한 후, 1928년 시카고 대학교 신학과로 편입하여 신학 학사 학위를 취득했다. 그해 미국 장로교 목사안수를 받았다. 1929년 시카고 대학교에서 박사 학위를 취득한 그는 마르부르크 대학교에서 공부하고 귀국 후 자유주의 종교 저널에 다량의 글을 발표하였다.
멜랜드는 1929년부터 1936년까지 미주리주 페이엣의 센트럴 칼리지에서, 1936년부터 1945년까지 캘리포니아주 클레어몬트의 포모나 칼리지에서 가르쳤다. 포모나 대학에서 그는 학생 조교였던 로버트 쇼의 도움을 받아 채플 예배에 예술을 도입했다. 1945년부터 1964년까지 시카고 대학교 신학교에서 신학과 교수로 재직했다. 이 기간 동안 그는 인도에서 두 차례에 걸쳐 배로우스 강연을 열었다. 은퇴 후에도 건강이 악화되어 자택에 머물러야 했던 1988년까지 신학 관련 회의에서 활발한 저술, 강의, 강연, 응답 활동을 이어갔다.

## 연구 분야
문화인류학, 과학철학, 종교사, 현상학에 관심을 기울인 멜랑은 경험을 통해 신화와 이오고스의 힘 아래 수렴하는 의미의 흐름을 확인했다. 이러한 의미는 자아, 컬투스, 문화라는 세 가지 상호 연관된 '소용돌이'에서 형태를 찾고 실현된다. 그의 연구는 과학과 이론에 의해 형성된 비판적 의식과 긴장 관계 속에서 문화적으로 매개된 상징에 의해 형성된 체화된 자아와 '감사하는 의식'에 초점을 맞추었다. 삶과 신앙은 멜란드가 "경험의 흐름"이라고 불렀던 유기적 기반을 공유했다. 그러나 종교에서 입증 가능한 지식에 대한 탐구를 어렵게 만드는 '경험의 구조'라는 다원주의(a pluralism of "structures of experience")가 없는 것은 아니었다. 그는 신학은 예술과 철학의 중간에 있는 학문이라고 말했다.

## 경험적 신학 (Empirical Theology)
메란드는 자신의 방법론을 경험적 신학(empirical theology)이라고 부르며, 신학이 인간의 경험을 분석하고 탐구하는 과정을 통해 발전해야 한다고 설명한다. 그는 신학이 철학적 이론이나 교리적 전통에 의존하는 대신, 구체적인 경험에서 시작해 그 경험을 신앙의 관점에서 해석하는 방식을 취했다. 이 과정에서 그는 인간이 경험하는 구체적인 현실을 신학적 관점에서 분석하고, 이러한 경험을 통해 하나님의 존재와 활동을 이해하려 했다. 메란드는 신학이 실제로 체험되는 현실과 떨어져 있으면 안 된다고 보았으며, 구체적인 인간 경험에서 신학적 진리를 발견하려는 실천적 접근을 강조했다.

## 저서
- Faith and Culture (1953)
- The Realities ofFaith: The Revolution in Cultural Forms (1962)
- Fallible Forms and Symbols: Discourses on Method in a Theology of Culture (1976)
- His critique of modern culture was developed in The Secularization of Modern Cultures (1966)
- Meland's appropriation of James' radical empiricism and his treatment of the appreciative consciousness was clear in *Higher Education and the Human Spirit (1953).
- American Philosophies of Religion (1936)
- The Future of Empirical Theology (1969)
- Modern Man's Worships: A Search for Reality in Religion (1934)
- Essays in Constructive Theology: A Process Perspective (1988)
- Seeds of Redemption (1947)
- The Reawakening of Christian Faith (1949)